# 林存廉
林存廉，浙江玉环人，中华人民共和国政治人物。

## 生平
1981年8月至1983年12月，担任中共玉环县副书记，兼管农业。1981年9月14日，玉环县革委会成立玉环县多种经营领导小组，林存廉担任组长，建立文旦办公室，但由于没有推进，1981年9月14日改设立办公室专营，出资出力带领种植文旦。1982年12月21日至26日，中国柑桔区域鉴评会议在北京召开，但并没有邀请玉环县参加。后由玉环籍在沪工作的胡德文传来，林存廉得知后，派王茂世、柳兴岳带文旦去北京闯会场，当夜他去楚门麻纺厂借来皮袄送给王茂世。王、柳两人带去三个文旦品种囊括前三名，并将广西沙田文旦比下。1983年11月22-25日，浙江省科委牵头组织对玉环文旦进行鉴评，林存廉在会上作汇报会。1992年2月，升任浙江省政协台州工委副主任。1994年10月，台州市设立，浙江省政协继续设置台州地区工作委员会（至1995年5月），他出任副主任。

## 相关
- 玉环文旦